# Bagmati (zone)
Pour les articles homonymes, voir Bagmati (homonymie).
La zone de la Bagmati (en népalais : बागमती अञ्चल) est l'une des quatorze anciennes zones du Népal qui ont été supprimées lors de la réorganisation administrative de 2015. Elle était rattachée à la région de développement Centre.

## Géographie
La zone de la Bagmati tirait son nom de la Bagmati, rivière qui la traversait et correspondait plus ou moins à la vallée de Katmandou (ainsi qu'aux reliefs himalayens qui la dominent).

## Subdivisions
La zone de la Bagmati était subdivisée en huit districts :
- district de Bhaktapur ;
- district de Dhading ;
- district de Katmandou ;
- district de Kavrepalanchok ;
- district de Lalitpur ;
- district de Nuwakot ;
- district de Rasuwa ;
- district de Sindhulpalchok.